# Ганс-Георг Борк
Ганс-Георг Борк (нім. Hans-Georg Borck; 24 вересня 1924, Гаґен — 8 травня 2011, Гаґен) — німецький офіцер, обер-лейтенант резерву. Кавалер Лицарського хреста Залізного хреста.

## Нагороди
- Залізний хрест
  - 2-го класу (22 липня 1941) — як єфрейтор 3-ї роти 79-го саперного батальйону 4-ї танкової дивізії.
  - 1-го класу (4 липня 1942) — як лейтенант і командир взводу 209-го інженерно-саперного батальйону 11-ї танкової дивізії.
- 4 нарукавних знаки «За знищений танк» 2-го ступеня
  - 2 знаки отримав 7 липня 1942 року — за знищення двох радянських танків Т-34.
  - 1943 — за знищення радянського танка 7 лютого 1943 року.
  - 9 листопада 1943
- Нагрудний знак ближнього бою в бронзі (1 січня 1943)
- Німецький хрест в золоті (11 березня 1943) — як лейтенант резерву і офіцер 3-го взводу 209-го інженерно-саперного батальйону 11-ї танкової дивізії.
- Лицарський хрест Залізного хреста (23 грудня 1943) — як оберлейтенант резерву і командир 3-го взводу 209-го інженерно-саперного батальйону 11-ї танкової дивізії.
- Нагрудний знак «За поранення»
  - В сріблі
  - В золоті (грудень 1943)